# Rue Dagorno
La rue Dagorno est une rue du 12e arrondissement de Paris, ouverte sur le terrain des propriétaires du même nom.

## Situation et accès
La rue Dagorno est accessible à proximité par la ligne de métro 6 aux stations Picpus et Bel-Air.

## Origine du nom
Il semble plausible que les propriétaires des terrains cédés soient l'un des sept descendants de Denys René Dagorno, demeurant au 26, puis au 41, rue de Picpus et mort en 1864. 
Une autre hypothèse, elle aussi très plausible, pourrait être que les héritiers Dagorno soient les descendants de François Pierre Dagorno et frère de Denys René.

## Historique
Cette voie publique est ouverte en 1899 sous sa dénomination actuelle et est classée dans la voirie de Paris par arrêté du 12 décembre 1935.